# Северо-запад штата Риу-Гранди-ду-Сул (мезорегион)

Северо-запад штата Риу-Гранди-ду-Сул на карте.

Северо-запад штата Риу-Гранди-ду-Сул (порт. Mesorregião do Noroeste Rio-Grandense) — административно-статистический мезорегион в Бразилии, входит в штат Риу-Гранди-ду-Сул. Население составляет 1 946 510 человек (на 2010 год). Площадь — 64 952,999 км². Плотность населения — 29,97 чел./км².

## Демография
Согласно сведениям, собранным в ходе переписи 2010 г. Национальным институтом географии и статистики (IBGE), население мезорегиона составляет:
| Полное население                            | Полное население                            | Полное население                            | Полное население                            | 1 946 510 |
| ------------------------------------------- | ------------------------------------------- | ------------------------------------------- | ------------------------------------------- | --------- |
| в том числе:                                | Городское население                         | 1 389 451                                   | Процент городского населения, %             | 71,38     |
|                                             | Сельское население                          | 557 059                                     | Процент сельского населения, %              | 28,62     |
|                                             | Мужское население                           | 956 751                                     | Процент мужского населения, %               | 49,15     |
|                                             | Женское население                           | 989 759                                     | Процент женского населения, %               | 50,85     |
| Плотность населения, чел/км²                | Плотность населения, чел/км²                | Плотность населения, чел/км²                | Плотность населения, чел/км²                | 29,97     |
| Население мезорегиона в % к населению штата | Население мезорегиона в % к населению штата | Население мезорегиона в % к населению штата | Население мезорегиона в % к населению штата | 18,20     |

## Статистика
- Валовой внутренний продукт на 2003 составляет 23 936 006 862,00 реалов (данные: Бразильский институт географии и статистики).
- Валовой внутренний продукт на душу населения на 2003 составляет 12 194,63 реалов (данные: Бразильский институт географии и статистики).
- Индекс развития человеческого потенциала на 2000 составляет 0,780 (данные: Программа развития ООН).

## Состав мезорегиона
В мезорегион входят следующие микрорегионы:
1. Каразинью
2. Серру-Ларгу
3. Крус-Алта
4. Эрешин
5. Фредерику-Вестфален
6. Ижуи
7. Нан-Ми-Токи
8. Пасу-Фунду
9. Санандува
10. Санта-Роза
11. Санту-Анжелу
12. Соледади
13. Трес-Пасус